# Ahat Ili. Siostra bogów
Ahat Ilī. Siostra bogów – opera w 3 aktach autorstwa Aleksandra Nowaka, której polska prapremiera miała miejsce 16 września 2018 roku w Krakowie w ramach Festiwalu Sacrum Profanum w Sali Teatralnej w  Centrum Kongresowym ICE Kraków. Autorką libretta napisanego w języku angielskim w oparciu o własne opowiadanie Anna In w grobowcach świata jest Olga Tokarczuk.

## Realizatorzy i obsada prapremiery[2]
reżyseria: Pia Partum
scenografia: Magda Maciejewska
Wykonawcy: Urszula Kryger, Ewa Biegas, Joanna Freszel, Jan Jakub Monowid, Łukasz Konieczny, Sebastian Szumski, Bartłomiej Misiuda.
Chór Polskiego Radia, Orkiestra AUKSO pod dyrekcją Marka Mosia.